# 2MASS J06521977-2534505
2MASS J06521977-2534505 ist ein Brauner Zwerg im Sternbild Großer Hund. Er wurde 2008 von Ngoc Phan-Bao et al. entdeckt und gehört der Spektralklasse L0 an. Seine Position verschiebt sich aufgrund seiner Eigenbewegung jährlich um 0,248 Bogensekunden.